# 臺廈道
臺廈道為清朝福建省下轄的的四級地方行政區，為1684年至1727年清朝管辖在台領地的行政區名稱，臺廈道官署位於廈門。1727年之後臺廈道分出臺灣道，最大差別是台灣與福建廈門地區分治，道署衙門也從廈門移至臺南。
在行政區劃或官署名稱方面，臺廈道所屬區劃之道，為清朝特殊行政區劃，行政區域地位介於省與府之間，而台灣清治時期這段時間，臺廈道正屬福建省所管轄，地位位階低於福建省，高於府，如泉州府或漳州府的建制。
臺廈道亦為該行政區劃的行政長官的官職簡稱，全名為福建分巡臺灣廈門道。

## 行政區劃

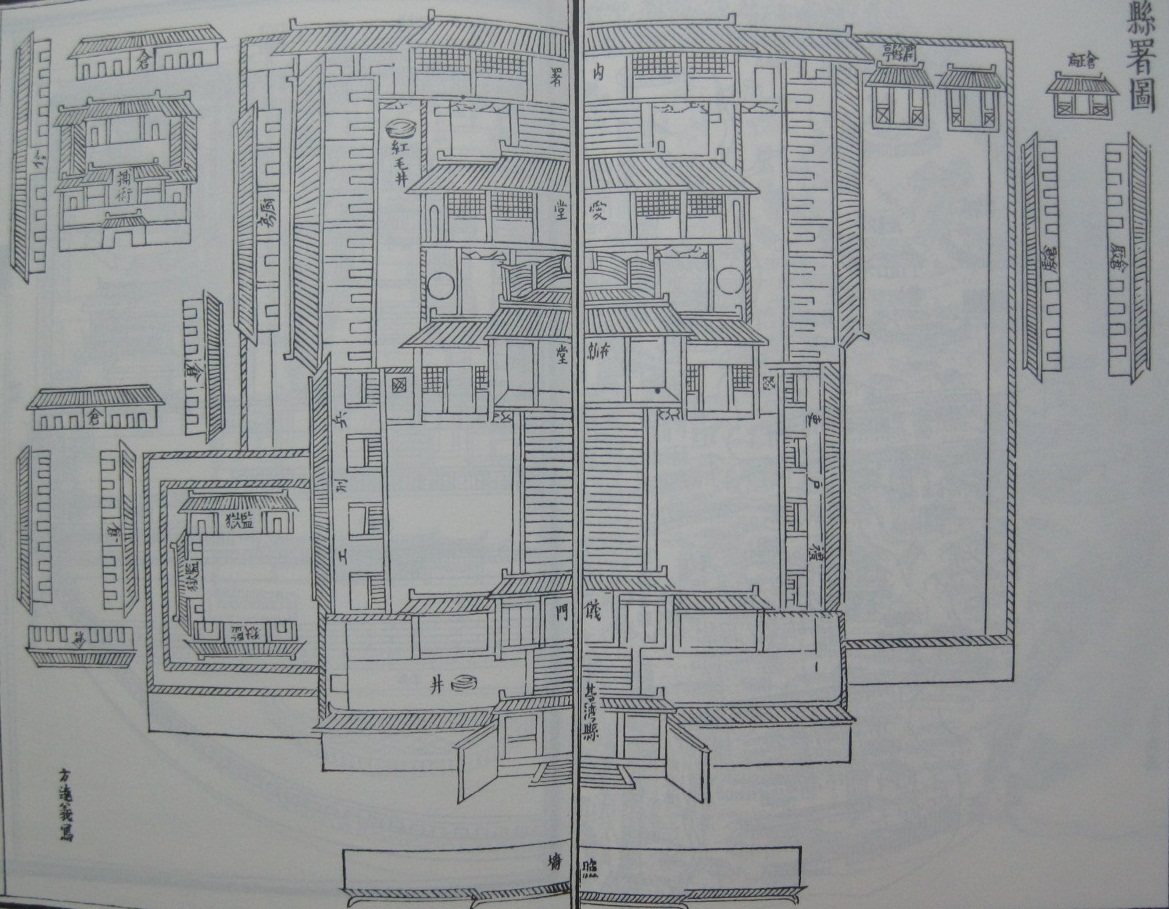
臺灣縣縣署（出自《重修臺灣縣志》）

1684年（康熙二十三年），臺廈道下轄臺灣縣、鳳山縣、諸羅縣三縣，以及四個巡檢、四個坊、二十六個里、兩個庄、二十個社及一個鎮，並轄澎湖各嶼：
- 縣：臺灣縣
  - 坊：東安坊、西定坊、寧南坊、鎮北坊
  - 里：武定里、永康里、廣儲東里、廣儲西里、長興里、新豐里、歸仁南里、歸仁北里、永豐里、保大東里、保大西里、仁德里、仁和里、文賢里、崇德里
  - 澎湖三十六嶼
- 縣：鳳山縣
  - 里：新昌里、永寧里、依仁里、長治里、嘉祥里、維新里、仁壽里
  - 莊：觀音莊、鳳山莊
  - 鎮：安平鎮
  - 社：力力社、茄藤社、放索社、下淡水社、上淡水社、阿猴社、搭樓社、大澤磯社
- 縣：諸羅縣
  - 里：善化里、新化里、安定里、開化里
  - 社：蕭壠社、麻豆社、新港社、大武壠社、目加溜灣社、倒咯嘓社、打貓社、諸羅山社、大傑顚社、新港仔社、上淡水社、蔴芝乾社

到了康熙末年時，臺灣縣下轄四坊一十五里一莊及澎湖三十六嶼，鳳山縣則是管轄七里二保六莊一鎮十二社，諸羅縣轄四里九保九莊六十五社。與初期的行政區域相比，顯然有往南北兩方向擴張的趨勢。

## 參閱
- 臺灣清治時期行政區劃

| 先前機關： 承天府 | 台灣最高行政機關 1684年－1727年 | 後繼機關： 臺灣道 |